# Abou El Kacem Zayani
Pour les articles homonymes, voir Zayani.
Abou El Kacem Zayani (أبو القاسم الزياني) est une personnalité marocaine du XVIIIe et du début du XIXe siècle, homme d’état, historiographe, voyageur (Égypte, Turquie, Syrie), contemporain d'Ibn Othman Al Maknassi, diplomate et chroniqueur marocain, comme Al Naciri. 
Contemporain, collaborateur et biographe des Sultans Alaouites : Mohammed Ben Abdellah, Moulay Yazid et Moulay Slimane, il occupa aussi la fonction de grand commis du Makhzen et inspecteur général des douanes de Tanger, Tetouan et Larache en 1795. En dépit de ses origines Amazighes, il avait critiqué dans plusieurs de ses livres le comportement hostile des Berbères vis-à-vis du Makhzen: qui est au Maroc synonyme de gouvernement  au moins dès l'époque des Merinides, fut d'abord utilisé particulièrement pour désigner la structure étatique qui avait pour charge l'organisation financière du pays. Les berbères du Moyen Atlas ont participé à la déstabilisation du Maroc central par les guerres intestines ce qui favorisera une période d'anarchie ou le pouvoir du Makhzen est absent dans un territoire connu sous Blad (Siba).

## Biographie
Né à Fès en 1734-1833 d'origine Amazighe de la tribu Zayane d'Arougou à 8 km  de Khénifra au Moyen Atlas.
Fils d'Ahmed Ben Ali Ben Brahim, un religieux cultivé, proche des sultans Alaouites, son grand père était Imam du Sultan Alaouite Moulay Ismail et avait aussi un manuscrit  sur la généalogie berbère.Après la mort de celui-ci, et à la suite des troubles politiques au Maroc, le père d'Abou El Kacem contraint de quitter le Maroc après avoir vendu tous ses biens pour s'installer à Médine en 1757 avec son fils Zayani âgé alors de 23 ans.

Vu le statut social de son père, Abou Ei Kacem avait eu un enseignement avancé d’abord  par son père et ses amis qui constituent la haute classe savante formée des Oulémas du palais, puis à Université Al Quaraouiyine  à Fès, il fut spécialiste en  sciences  de la religion notamment le Tafsir (l'interprétation du coran) , le Hadîth, la grammaire, le fikh (science du droit) , la logique, la langue arabe, et sa littérature et en écriture de l’histoire .

### Le diplomate
Abou El Kacem Zayani et son contemporain Ibn Othman Al Maknassi furent de grands diplomates, ayant joué un rôle incontournable dans l’évolution des relations entre le Maroc et l'Europe de cette époque.

### Le voyageur
À l'âge de 23 ans, il quitte le Maroc avec son père et sa mère à destination de la Mecque, après un séjour d'un an, la famille retourne à Fès. À cette époque le sultan Mohamed Ben Abdellah devient sultan en 1757 et s’engage à son service.

### L'historien
L'œuvre de Torjmana Al Kobra constitue un tournant scientifique dans l’écriture de l’histoire, Zayani introduit une méthodologie de l'écriture des événements historiques qui se base non sur une simple narration mais sur une analyse profonde des facteurs qui entrent en jeu dans la création de l’histoire et poursuit le chemin tracé par le grand sociologue et historien Ibn Khaldoun.

Zayani avait vécu une époque déterminante dans l'histoire du Maroc, marquée par une instabilité socio-politique interne et la montée des puissances européennes qui ont changé le visage géopolitique des pays méditerranéens .

## Œuvres
Abou El Kacem Zayani avait écrit  un ensemble d’œuvres : religieux, politiques, historiques et géographiques, le plus connu était Torjmana Al Kobra, mais malheureusement ils n'ont pas été traduits.  
- Al-Tarju-manah al-kubra fi akhbar al-ma'mur barran wa bahran
- الترجمانة الكبرى - أبو القاسم الزياني - كاملا مصورAbū al-Qāsim ibn Aḥmad Zayyānī
- rawda_solaymania الروضة السليمانية على شكل مخطوط
- عن أول دولة من دول الأشراف العلويين

Le Maroc de 1631 à 1812 / de Aboulqâsem ben Ahmed Ez Zayyānī
- Boustan Adarif